# Kupinec
Kupinec – wieś w Chorwacji, w żupanii zagrzebskiej, w gminie Klinča Sela. W 2011 roku liczyła 881 mieszkańców.